# マルース・クーネン
マルース・クーネン（Marloes Coenen、1981年3月31日 - ）は、オランダの女性総合格闘家。オーファーアイセル州オルスト出身。ゴールデン・グローリー/タツジン・ドージョー所属。元Strikeforce女子バンタム級王者。
長身から繰り出す強力な打撃と、テクニカルな関節技を武器とする世界屈指の女性トータルファイター。

## 来歴
幼少期に祖父と兄弟の影響で格闘技を始めた。14歳の時にマルタイン・デ・ヨングの下で総合格闘技のトレーニングを始めた。
2000年12月5日、日本武道館にて行われたReMiX WORLD CUP無差別級トーナメントでアローナ・ソコビッチの代替として初来日し、決勝で藪下めぐみを判定で下し優勝、賞金1,000万円を獲得した。その後、藪下をJd'のリングで返り討ちしたのを始め、高橋洋子、石原美和子といった日本のトップクラスの女子総合格闘家達を相次いで撃破した。
2004年12月19日、スマックガール初代無差別級王者決定トーナメント準決勝でエリン・トーヒルにKOで敗れた。
2007年5月27日、K-GRACEで行なわれた1万ドル争奪無差別級トーナメントに出場。1回戦でたま☆ちゃん、準決勝でマグダレーナ・ヤレカをいずれもチョークスリーパーで下すも、決勝でロクサン・モダフェリに判定で敗れ準優勝となった。

### Strikeforce
2009年11月7日、Strikeforce初参戦となったStrikeforce: Fedor vs. Rogersでロクサン・モダフェリと再戦。開始1分余りで一本勝ちを収め、リベンジに成功した。
2010年1月30日、Strikeforce: Miamiでクリスチャン・サイボーグの持つ女子ミドル級（66kg）王座に挑戦するも、3ラウンドにパウンドによるTKO負けを喫し王座獲得に失敗した。
2010年10月9日、Strikeforce: Diaz vs. Noons 2のStrikeforce女子ウェルター級（61kg）王者サラ・カフマンに挑戦し、腕ひしぎ十字固めで一本勝ちを収め王座獲得に成功した。
2011年3月5日、Strikeforce: Feijao vs. HendersonのStrikeforce女子ウェルター級王座防衛戦で挑戦者のリズ・カムーシェと対戦し、三角絞めで一本勝ちを収め初防衛に成功した。
2011年7月30日、Strikeforce: Fedor vs. HendersonのStrikeforce女子ウェルター級王座防衛戦で挑戦者のミーシャ・テイトと対戦し、肩固めで一本負けを喫し王座から陥落した。

### Invicta・DREAM
2012年4月28日、Invicta FC 1でロミー・ルイッセンと対戦し、判定勝ち。
2012年12月31日、DREAM.18 & GLORY 4でフィオナ・マクスローと対戦し、腕ひしぎ十字固めで一本勝ち。
2013年7月13日、Invicta FC 6の初代Invicta FCフェザー級王座決定戦でクリスチャン・サイボーグと対戦し、4RパウンドでTKO負けを喫し王座獲得に失敗した。

### Bellator
2017年3月3日、Bellator 174の初代Bellator世界女子フェザー級王座決定戦でジュリア・バッドと対戦し、マウントパンチでTKO負けを喫し王座獲得に失敗。試合後に引退を表明した。

## 戦績
| 総合格闘技 戦績 | 総合格闘技 戦績 | 総合格闘技 戦績 | 総合格闘技 戦績 | 総合格闘技 戦績 | 総合格闘技 戦績 | 総合格闘技 戦績 |
| --------------- | --------------- | --------------- | --------------- | --------------- | --------------- | --------------- |
| 31 試合         | (T)KO           | 一本            | 判定            | その他          | 引き分け        | 無効試合        |
| 23 勝           | 3               | 17              | 3               | 0               | 0               | 0               |
| 8 敗            | 4               | 2               | 2               | 0               | 0               | 0               |

| 勝敗 | 対戦相手                 | 試合結果                         | 大会名                                                                          | 開催年月日     |
| ×    | ジュリア・バッド         | 4R 2:42 TKO（マウントパンチ）    | Bellator 174: Coenen vs. Budd 【Bellator世界女子フェザー級王座決定戦】          | 2017年3月3日   |
| ×    | アレクシス・デュフレーヌ | 1R 4:33 腕ひしぎ三角固め         | Bellator 155: Carvalho vs. Manhoef                                              | 2016年5月20日  |
| ○    | アーリーン・ブレンコウ   | 2R 3:23 腕ひしぎ十字固め         | Bellator 141: Guillard vs. Girtz                                                | 2015年8月28日  |
| ○    | アナリザ・ブッチ         | 3R 0:57 チョークスリーパー       | Bellator 130                                                                    | 2014年10月24日 |
| ×    | クリスチャン・サイボーグ | 4R 4:02 TKO（パウンド）          | Invicta FC 6: Cyborg vs. Coenen 2 【Invicta FCフェザー級王座決定戦】            | 2013年7月13日  |
| ○    | フィオナ・マクスロー     | 1R 3:29 腕ひしぎ十字固め         | DREAM.18 & GLORY 4 〜大晦日 SPECIAL 2012〜                                      | 2012年12月31日 |
| ○    | ロミー・ルイッセン       | 5分3R終了 判定3-0                | Invicta FC 1: Coenen vs. Ruyssen                                                | 2012年4月28日  |
| ×    | ミーシャ・テイト         | 4R 3:03 肩固め                   | Strikeforce: Fedor vs. Henderson 【Strikeforce女子バンタム級タイトルマッチ】    | 2011年7月30日  |
| ○    | リズ・カムーシェ         | 4R 1:29 三角絞め                 | Strikeforce: Feijao vs. Henderson 【Strikeforce女子ウェルター級タイトルマッチ】 | 2011年3月5日   |
| ○    | サラ・カフマン           | 3R 1:59 腕ひしぎ十字固め         | Strikeforce: Diaz vs. Noons 2 【Strikeforce女子ウェルター級タイトルマッチ】     | 2010年10月9日  |
| ×    | クリスチャン・サイボーグ | 3R 3:40 TKO（パウンド）          | Strikeforce: Miami 【Strikeforce女子ミドル級タイトルマッチ】                    | 2010年1月30日  |
| ○    | ロクサン・モダフェリ     | 1R 1:05 腕ひしぎ十字固め         | Strikeforce: Fedor vs. Rogers                                                   | 2009年11月7日  |
| ×    | シンディ・ダンドワ       | 5分3R終了 判定0-3                | Beast of the East                                                               | 2009年1月24日  |
| ○    | アスキー・クーブラ       | 1R 1:51 TKO（パンチ）            | KOE: Tough Is Not Enough                                                        | 2008年10月5日  |
| ○    | ロミー・ルイッセン       | 2R 4:45 チョークスリーパー       | Ultimate Glory 9: Swiss Las Vegas                                               | 2008年8月2日   |
| ○    | アスキー・クーブラ       | 腕ひしぎ十字固め                 | Beast of the East                                                               | 2008年5月31日  |
| ×    | ロクサン・モダフェリ     | 3分2R終了 判定1-2                | K-GRACE 【1万ドル争奪無差別級トーナメント 決勝】                                | 2007年5月27日  |
| ○    | マグダレーナ・ヤレカ     | 2R 1:35 チョークスリーパー       | K-GRACE 【1万ドル争奪無差別級トーナメント 準決勝】                              | 2007年5月27日  |
| ○    | たま☆ちゃん              | 1R 2:01 チョークスリーパー       | K-GRACE 【1万ドル争奪無差別級トーナメント 1回戦】                               | 2007年5月27日  |
| ○    | マジャンカ・ラトゥワース | 2R 3:10 腕ひしぎ十字固め         | Ultimate Glory 2                                                                | 2007年1月21日  |
| ○    | 高橋洋子                 | 1R 0:39 腕ひしぎ十字固め         | G-SHOOTO JAPAN 04                                                               | 2006年3月11日  |
| ○    | 久保田有希               | 2R 0:50 KO（右ストレート）       | SMACKGIRL 2005 〜COOL FIGHTER LAST STAND〜                                      | 2005年4月30日  |
| ×    | エリン・トーヒル         | 1R 5:00 KO（パンチ）             | SMACKGIRL 2004 〜WORLD ReMix〜 【無差別級王者決定トーナメント 準決勝】          | 2004年12月19日 |
| ○    | 高橋洋子                 | 1R 2:30 TKO（パンチ）            | SMACKGIRL 2004 〜WORLD ReMix〜 【無差別級王者決定トーナメント 1回戦】           | 2004年12月19日 |
| ○    | 石原美和子               | 5分2R終了 判定2-0                | 修斗 WANNA SHOOTO 2002                                                          | 2002年4月14日  |
| ○    | 藪下めぐみ               | 1R 2:27 チョークスリーパー       | Jd' NO HOLDS BARRED 2002                                                        | 2002年1月13日  |
| ○    | 高橋洋子                 | 1R 1:11 腕ひしぎ十字固め         | ReMix GOLDEN GATE 2001                                                          | 2001年5月3日   |
| ○    | 藪下めぐみ               | 5分3R終了 判定3-0                | ReMix WORLD CUP 2000 【決勝】                                                   | 2000年12月5日  |
| ○    | ベッキー・レビー         | 1R 1:25 跳びつき腕ひしぎ十字固め | ReMix WORLD CUP 2000 【準決勝】                                                 | 2000年12月5日  |
| ○    | 張替美佳                 | 5分3R終了 判定3-0                | ReMix WORLD CUP 2000 【準々決勝】                                               | 2000年12月5日  |
| ○    | 久保田有希               | 1R 2:37 腕ひしぎ十字固め         | LLPW: L-1 2000 THE STRONGEST LADY                                               | 2000年11月22日 |

## 獲得タイトル
- ReMix WORLD CUP 2000 優勝（2000年）
- 第2代Strikeforce女子バンタム級王座（2010年）
- 第7回アブダビコンバット 女子67kg未満級 3位（2007年）